# Ull de foc occidental
L'ull de foc occidental (Pyriglena maura) és una espècie d'ocell de la família dels tamnofílids (Thamnophilidae).
Viu entre la malesa del bosc als Andes del centre i sud-est de Colòmbia, oest i est de l'Equador, centre i est del Perú, nord de Bolívia i nord del Paraguai.